# Dzhafarkhan
Dzhafarkhan (azerbajdzjanska: Cəfərxan) är en ort i Azerbajdzjan.   Den ligger i distriktet Saatlı Rayonu, i den sydöstra delen av landet, 130 km väster om huvudstaden Baku. Antalet invånare är 375.
Terrängen runt Dzhafarkhan är mycket platt. Runt Dzhafarkhan är det ganska tätbefolkat, med 72 invånare per kvadratkilometer.. Närmaste större samhälle är Saatlı, 14,4 km väster om Dzhafarkhan.
Trakten runt Dzhafarkhan består till största delen av jordbruksmark.